# Iroha
Iroha (いろは), nebo také báseň iroha (いろは歌; iroha-uta) je starší systém řazení japonské slabičné abecedy godžúon (五十音, dosl. 50 zvuků), který existuje vedle standardního fonologického řazení podle souhlásek stylem a ka sa ta na ha ma ja ra wa n. Báseň je v podstatě pangramem, který v sobě obsahuje každou slabiku abecedy právě jednou. Těchto slabik ovšem není 50, jak by se mohlo zdát z názvu godžúon, ale 48, přičemž dvě z nich, wi (ゐ) a we (ゑ) se dnes již nepoužívají a nezvučné n (ん) je zastoupeno pouze jako slabika mu (む). V některých verzích se tak n ještě speciálně dopisuje jako poslední slabika básně.
Iroha, sepsaná neznámým autorem (spekuluje se o autorství mnicha Kúkaie) někdy během období Heian (794–1179), je ceněna nejen jako dokonalý pangram, ale i po stránce umělecké je jí přisuzována vysoká kvalita. Odráží buddhistické smýšlení šlechty a kléru té doby, především koncept pomíjivosti a prázdnoty.

## Text básně
Text básně v hiraganě:

いろはにほへと

ちりぬるを

わかよたれそ

つねならむ

うゐのおくやま

けふこえて

あさきゆめみし

ゑひもせす

Přepis do latinky:
i ro ha ni ho he to 

či ri nu ru wo 

wa ka jo ta re so 

cu ne na ra mu 

u wi no o ku ja ma 

ke fu ko e te 

a sa ki ju me mi ši 

we hi mo se su 

V standardním přepisu využívajícím japonských znaků spolu s hiraganou bývá na příslušných místech textu vyznačena znělá výslovnost takzvaným nigori (dva krátké tahy v pomyslném pravém horním rohu grafického pole znaku hiragany). Takový text vypadá následovně:

色は匂へど

散りぬるを

我が世誰ぞ

常ならむ

有為の奥山

今日越えて

浅き夢見じ

酔ひもせず

Český překlad:
Byť krásou květy oplývají,
nakonec všechny uvadnou
Mohl by tedy někdo snad
na tomto světě
na věky setrvat?
Dnes na cestě z pomíjivého bytí
nejzazší horu překročím
Pomine tento mělký sen
již nebudu ničím opojen.
(přel. Martin Tirala)

## Použití
Iroha byla až do reforem Meidži využívána jako systém pro řazení slabičných abeced, podobně jako západní abeceda pro řazení latinky. Se systematizací jazykových pravidel japonštiny se od tohoto řazení upustilo, dodnes je však v Japonsku možné se se systémem iroha setkat, např. při číslování sedadel v divadlech, číslování odstavců v některých textech, udávání horizontálních souřadnic ve hře go, notovém zápisu pro tradiční hudební nástroje, apod.
Mezi podobné, přestože ne tak dokonalé pangramy pro řazení japonských abeced patří báseň amecuči (あめつちの歌), báseň torina (とりな歌) a další.